# Un lapin dans le désert
Pour plus de détails, voir Fiche technique et Distribution.
Un lapin dans le désert (Hare-Breadth Hurry) est un film américain d'animation Looney Tunes de 7 minutes et mettant en scène Bugs Bunny qui fait du bruit de Bip Bip et Vil Coyote réalisé par Chuck Jones et Maurice Noble en 1963.

## Fiche technique
- Réalisateurs : Chuck Jones et Maurice Noble
- Producteur : David H. DePatie
- Compositeur : Milt Franklyn